# 6631 Pyatnitskij
6631 Pyatnitskij è un asteroide della fascia principale del diametro medio di circa 14,35 km. Scoperto nel 1983, presenta un'orbita caratterizzata da un semiasse maggiore pari a 2,4687736 UA e da un'eccentricità di 0,1489447, inclinata di 7,13226° rispetto all'eclittica.